# クム・ジャンディ
クム・ジャンディ（금잔디, 1979年5月15日-）は大韓民国の歌手である。大韓民国江原道洪川郡出身、2000年デビュー。
中高年層を中心に根強い人気があり、韓国では「トロットクィーン」「高速道路の女王」の名でも呼ばれる。ファンクラブでは「公主様」（공주님）の呼び名で親しまれている。

## 学歴
- 韓国映像大学校 実用音楽学科
- 同徳女子大学校 放送芸能学科

## ディスコグラフィー

### 正規アルバム
- 正規1集「ひたむき（일편단심）」（2012年）
- 正規2集「お兄様（오라버니）」（2012年）
- 正規2.5集「如如（여여）」（2014年）
- 正規3集「おじさんNo1（아저씨 NO.1）」（2015年）

### アルバム
- 2000年 永宗島のカモメ（영종도 갈매기） / 濡れたガラス窓（젖은 유리창）
- 2009年 一辺丹心（일편단심）
- 2010年 トロット国家代表1, 2
- 2011年 トロット国家代表1, 2
- 2011年 3, 4集 パクグユン・クムジャンディ　トロット　国家代表대표 3, 4
- 2011年 3, 4集 トロットクムジャンディ
- 他